# 日本医療教授システム学会
日本医療教授システム学会（にほんいりょうきょうじゅシステムがっかい、英文名 Japan Society for Instructional System in Healthcare : 略称JSISH）は、標準的な医療を安全・確実に提供できる医療職の育成に資するための学術的活動を行う団体である。
事務局を東京都文京区大塚5-3-13 ユニゾ小石川アーバンビル4F 学会支援機構内に置いている。

## 理念と特徴
医療サービスをそれぞれの現場で実践するのは、様々な職種からなる医療職のチームである。患者さんのニーズに合致し、限りある医療資源を最適化した医療を提供するためには、これらの人材・チームを育成するシステム（医療教授システム）が必要になる。医療教授システムは、現場の状況における人・チームのパフォーマンスの仕組みとその学習プロセスを理解する学問分野（医療のみではなく、心理学、社会学、教育学なども含む）を基盤とします。そして、現場のニーズに基づいた人材・チーム育成システムの構築、システムの実践と評価、そして評価結果に基づくシステムの継続的改善というサイクルを繰り返す。医療教授システムは、患者のニーズ、医療資源、最新の技術を最適化した人材育成システムを開発・普及することで社会に貢献する。

## 事業
- 学術集会の開催、機関誌・論文・図書・研究資料の刊行、日本国内外の関係団体との協力活動など。
- 学術集会は、学会形式で年一回となっている。

| 回数   | 開催年月  | 学術集会会長 | 会長所属（開催当時）                                      | 開催地      | 備考                       |
| ------ | --------- | ------------ | --------------------------------------------------------- | ----------- | -------------------------- |
| 第 1回 | 2009年2月 | 池上敬一     | 獨協医科大学越谷病院 救急救命センター長                   | 東京        |                            |
| 第 2回 | 2010年2月 | 奥寺敬       | 富山大学大学院危機管理医学（救急・災害医学）教授          | 東京 ・富山 | サテライト企画を富山で開催 |
| 第 3回 | 2011年3月 | 木村昭夫     | 国立国際医療研究センター病院 救急科 救急・総合診療部長    | 東京        |                            |
| 第 4回 | 2012年3月 | 石松伸一     | 聖路加国際病院 救急部部長 救命救急センター長              | 東京        |                            |
| 第 5回 | 2013年3月 | 浅香えみ子   | 獨協医科大学越谷病院 看護副部長                           | 東京        |                            |
| 第 6回 | 2014年3月 | 河野龍太郎   | 自治医科大学メディカルシミュレーションセンター センター長 | 東京        |                            |
| 第 7回 | 2015年3月 | 鈴木克明     | 熊本大学大学院社会文化科学研究科教授システム学専攻教授    | 東京        |                            |
| 第 8回 | 2016年3月 | 阿部幸恵     | 東京医科大学病院シミュレーションセンター センター長・教授 | 東京        |                            |
| 第 9回 | 2017年    | 岩本 由美    | 広島文化学園大学大学院看護学研究科 准教授                 | 広島        |                            |

## 機関誌
- 医療職の能力開発 Japan Journal of Health Professional Development